# Стражгород
Стра́жгород (укр. Стражгород) — село на Украине, находится в Тепликском районе Винницкой области.
Код КОАТУУ — 0523787201. Население по переписи 2001 года составляет 776 человек. Почтовый индекс — 23807. Телефонный код — 4353.
Занимает площадь 0,339 км².
В селе родился Герой Советского Союза Пётр Плотянский.

## Адрес местного совета
23807, Винницкая область, Теплицкий р-н, с. Стражгород, ул. Садовая, 21